# 三田町 (名古屋市)
三田町（みたちょう）は、愛知県名古屋市中区の地名。

## 歴史

### 町名の由来
旧字大ノ田・北三反田・南三反田から、共通する田の字を採った。

### 沿革
- 1911年（明治44年）11月1日 - 前津小林町字大ノ田・北三反田・南三反田の各一部により、三田町として成立[1]。
- 1942年（昭和17年）2月1日 - 一部が大池町に編入され、東川端町の一部を編入する[1]。また、元田町との間で境界を変更し、1・2丁目を編成する[1]。
- 1969年（昭和44年）10月21日 - 住居表示実施に伴い、1丁目が千代田三丁目、2丁目が千代田三丁目および同四丁目に編入され消滅[1]。